# Бен Шелтън
Бен Шелтън (на английски: Ben Shelton) е американски тенисист. 

## Биография
Бен Шелтън е роден на 9 октомври 2002 г. в Атланта, Джорджия. Баща му Брайън Шелтън е бивш професионален тенисист и треньор по тенис. Майка му Лиза Вицкен Шелтън също играе тенис, а чичо му Тод Вицкен е бивш професионален тенисист. Сестра му Ема играе тенис в колежа във Флорида.

## Кариера
Бен Шелтън достига най-високо в кариерата си класиране на сингъл, до световен номер 14, постигнато на 8 април 2024 г. Най-високото му класиране в кариерата на двойки е номер 68, постигнато на 20 май 2024 г.

## Кариерна статистика

#### Титли натурнири от сериите Мастърс(1)
| година | турнир       | съперник във финала | резултат                |
| ------ | ------------ | ------------------- | ----------------------- |
| 2025   | Канада Оупън | Карен Хачанов       | 6–7(5–7), 6–4, 7–6(7–3) |

### ATP финали (3 титли; 5 финала)
|        | П–З | Година | Турнир                | Клас         | Настилка   | Опонент                | Резултат                |
| ------ | --- | ------ | --------------------- | ------------ | ---------- | ---------------------- | ----------------------- |
| Победа | 1–0 | 2023   | Япония Оупън          | 500 серии    | Твърда     | Аслан Карацев          | 7–5, 6–1                |
| Победа | 2–0 | 2024   | Ю Ес Клей Чемпиъншипс | 250 серии    | Клей       | Френсис Тиафо          | 7–5, 4–6, 6–3           |
| Загуба | 2–1 | 2024   | Суис Индорс           | 500 серии    | Твърда (з) | Джовани Мпетши Перикар | 4–6, 6–7(4–7)           |
| Загуба | 2–2 | 2025   | Баварски шампионат    | 500 серии    | Клей       | Александър Зверев      | 2–6, 4–6                |
| Победа | 3–2 | 2025   | Канада Оупън          | Мастърс 1000 | Твърда     | Карен Хачанов          | 6–7(5–7), 6–4, 7–6(7–3) |